# خرت فان دن برخ
خرت فان دن برخ (هلندی: Gert van den Berg؛ زادهٔ ۲۴ مه ۱۹۰۳) دوچرخه‌سوار اهل هلند است.
وی در مسابقات کشوری و بین‌المللی در مجموع برندهٔ ۱ مدال برنز شده‌است.